# 아흐메트 아타예프
아흐메트 디다로비치 아타예프(투르크멘어: Ahmet Didarowiç  Ataýew, 1990년 9월 19일~)는 투르크메니스탄의 축구 선수로 현재 알틴 아시르에서 미드필더로 활동하고 있으며 투르크메니스탄 대표팀의 일원으로도 활동 중이다.

## 구단 경력
6세 시절부터 축구를 즐기기 시작했으며 2007년부터 2010년까지 아시가바트를 연고로 하는 축구 클럽인 FC 탈리프 스포르티 소속으로 활동했다. 2011년 초반에는 FC 아시가바트 소속으로 활동했고 2011년 후반부터 2013년까지 HTTU 아시가바트로 이적하던 동안에는 HTTU 아시가바트의 요카리 리가 1회 우승, 투르크메니스탄컵 1회 우승에 기여했다.
2014년에 알틴 아시르로 이적한 이후에 알틴 아시르의 요카리 리가 2회 우승, 투르크메니스탄컵 1회 우승, 투르크메니스탄 슈퍼컵 1회 우승에 기여했고 2015년에는 요카리 리가 시즌 최우수 선수로 선정되는 영예를 안았다. 2017년 8월에는 인도네시아 슈퍼리그 소속 축구 클럽인 아레마로 이적했고 2018년 6월에는 인도네시아의 축구 클럽인 페르셀라 라몽간으로 이적했다. 2019년 5월에는 말레이시아 프리미어리그 소속 축구 클럽인 사바 FA로 이적했다.

## 국가대표팀 경력
2012년 1월 27일에 열린 루마니아와의 친선 경기에 처음 출전하면서 투르크메니스탄 국가대표 선수로 데뷔했으며 네팔에서 개최된 2012년 AFC 챌린지컵에서 투르크메니스탄의 준우승에 기여했다.
2015년에는 투르크메니스탄 축구 국가대표팀의 주장으로 임명되었다. 아랍에미리트에서 개최된 2019년 AFC 아시안컵에서는 일본과의 조별 예선 경기에서 자신의 국가대표팀 첫 골을 기록했으나 투르크메니스탄 대표팀은 일본에게 2-3으로 패배했다.

## 수상
HTTU 아시가바트
- 요카리 리가 1회 우승 (2013)
- 투르크메니스탄컵 1회 우승 (2011)

알틴 아시르
- 요카리 리가 2회 우승 (2014, 2015)
- 투르크메니스탄컵 1회 우승 (2015)
- 투르크메니스탄 슈퍼컵 1회 우승 (2015)

사바 FA
- 말레이시아 프리미어리그 1회 우승 (2019)

### 개인
- 2015 요카리 리가 시즌 최우수 선수 선정